# Плодоїд вогнистоволий
Плодоїд вогнистоволий (Pipreola jucunda) — вид горобцеподібних птахів родини котингових (Cotingidae). Мешкає в Колумбії і Еквадорі.

## Опис

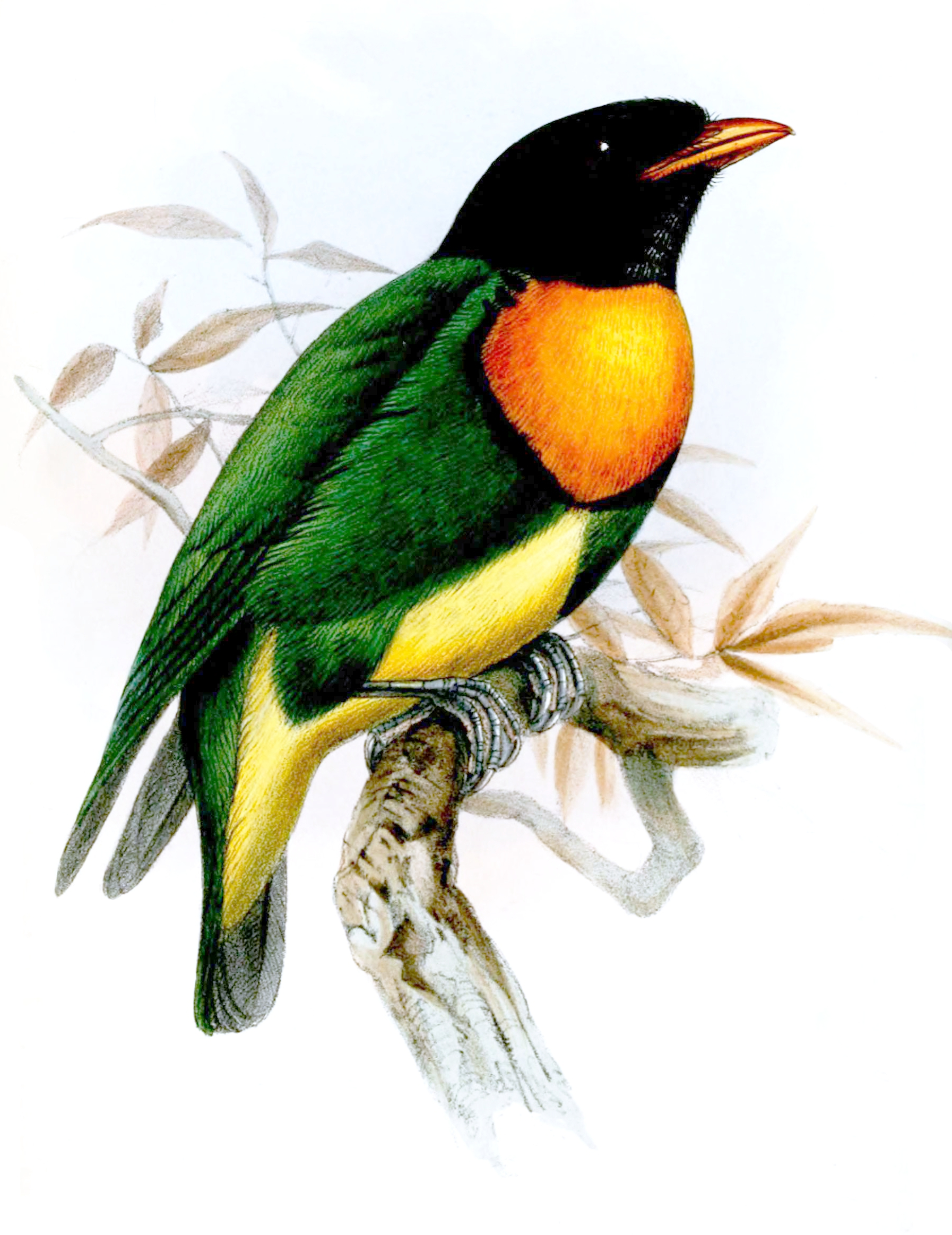
Вогнистоволий плодоїд

Довжина птаха становить 18 см. У самців голова і горло чорні, блискуча, верхня частина тіла зелена. Груди яскраво-оранжеві з чорними краями, живіт жовтий, з боків поцяткований зеленими плямками. У самиць голова, горло і верхня частина тіла зелені, нижня частина тіла смугаста, жовто-зелена.

## Поширення і екологія
Вогнистоволі плодоїди мешкають на західних схилах Анд в Колумбії і Еквадорі (на південь до східного Гуаяса). Вони живуть в нижньому і середньому ярусах вологих гірських тропічних лісів. Зустрічаються невеликими зграйками, на висоті від 600 до 2300 м над рівнем моря, переважно на висоті до 1900 м над рівнем моря. Часто приєднуються до змішаних зграй птахів. Живляться плодами. Гніздо чашоподібне, розміщується на висоті 5 м над землею.